# Емилиос Киру
Емилиос Киру (на гръцки: Αιμίλιος Κύρου, на английски: Emilios Kyrou) e австралийски юрист, върховен съдия, от гръцки произход.

## Биография
Роден е в берското село Сфикия (Восово), Гърция. На 8 години емигрира със севейството си в Австралия. Завършва гимназията в Ъпфийлд, Мелбърн в 1977 година. Завършва право с отличие в Мелбърнския университет в 1982 година, печелейки наградата на Върховния съд за най-добър завършил юрист. Започва адвокатска дейност в 1984 година и работи в продължение на 24 години като адвокат и партньор във водещи адвокатски кантори в Мелбърн, като се занимава с административното право, застраховане и професионалната небрежност.
В 2008 година е назначен за съдия в Апелативния съд на Върховния съд на щата Виктория.